# Blackwood's Magazine
Il Blackwood's Magazine fu un periodico e miscellany britannico stampato a Edimburgo, Scozia, tra il 1817 e il 1980. Fu fondato dall'editore William Blackwood che originariamente chiamò Edinburgh Monthly Magazine. Il primo numero apparve nell'aprile 1817 sotto la responsabilità editoriale di Thomas Pringle e James Cleghorn. Il periodico non riuscì a raccogliere successo per cui Blackwood decise di licenziare Pringle e Cleghorn, assumendone lui stesso la direzione e rilanciando il magazine con il titolo di Blackwood's Edinburgh Magazine. In seguito il periodico adottò il nome più breve e dal rilancio spesso si riferiva a se stesso come Maga. Il frontespizio portava l'immagine di George Buchanan, uno storico scozzese del XVI secolo.